# Leiocolea collaris
Leiocolea collaris là một loài rêu tản trong họ Jungermanniaceae. Loài này được (Nees) Jörg. miêu tả khoa học lần đầu tiên năm 1934.